# Delzsény
Delzsény (1899-ig Dlzsin, szlovákul Dlžín) község Szlovákiában, a Trencséni kerületben, a Privigyei járásban.

## Fekvése
Privigyétől 12 km-re északnyugatra fekszik.

## Története
1272-ben említik először.
A 18. század végén Vályi András így ír róla: „DLTZEN. vagy Dlzsen. Tót falu Nyitra Vármegyében, földes Ura Bossányi Uraság, lakosai katolikusok, fekszik Kosztolnafalvához közel, ’s ennek filiája, Bajmócztól mintegy mértföldnyire, határja közép termékenységű.”
Fényes Elek 1851-ben kiadott geográfiai szótárában így ír a faluról: „Dizsán, Nyitra m. tót falu, Kosztolánfalva filial. 169 kath. lak. F. u. Bosányi örökösök.”
Borovszky Samu monográfiasorozatának Nyitra vármegyét tárgyaló része szerint: „Dlzsin, kis tót község a Rudnóvölgyben, az Oborszki és Lazni nevü hegyek tövében, a Belanka-patak mellett. Lakosainak száma 227, vallásuk r. kath. Postája Nyitra-Rudnó, távirója és vasúti állomása Nyitra-Novák. Földesurai a Rudnayak voltak. E községről már a XIII. században van említés téve; akkoriban »Dolsin« néven nevezték.”
A trianoni diktátumig Nyitra vármegye Privigyei járásához tartozott.

## Népessége
| Év:            | 1994. | 2004.    | 2014.   | 2024.    |
| -------------- | ----- | -------- | ------- | -------- |
| Emberek száma: | 214   | 187      | 176     | 146      |
| Eltérés:       |       | -12,61 % | -5,88 % | -17,04 % |

| Év:            | 2023. | 2024.   |
| -------------- | ----- | ------- |
| Emberek száma: | 152   | 146     |
| Eltérés:       |       | -3,94 % |

1880-ban 205 lakosából 199 szlovák anyanyelvű volt.
1890-ben 227 lakosából 225 szlovák anyanyelvű volt.
1900-ban 221 lakosából 219 szlovák anyanyelvű volt.
1910-ben 285 lakosából 280 szlovák anyanyelvű volt.
1921-ben 311 lakosa mind csehszlovák volt.
1930-ban 361 lakosa mind csehszlovák volt.
1991-ben 228 lakosából 227 szlovák volt.
2001-ben 202 lakosából 199 szlovák volt.
2011-ben 175 lakosából 166 szlovák volt.
2021-ben 165 lakosából 151 szlovák, (+1) magyar, 1 egyéb és 13 ismeretlen nemzetiségű volt.